# Proneomenia desiderata
Proneomenia desiderata is een Solenogastressoort uit de familie van de Proneomeniidae. De wetenschappelijke naam van de soort is voor het eerst geldig gepubliceerd in 1887 door Kowalewsky & Marion.